# Habas (Landes)
Habas település Franciaországban, Landes megyében. Lakosainak száma 1464 fő (2022. január 1.). Habas Estibeaux, Labatut, Misson, Mouscardès, Ossages, Lahontan és Puyoô községekkel határos.

## Népesség
A település népességének változása:
| Lakosok száma | 1425 | 1290 | 1310 | 1511 | 1487 | 1512 | 1503 | 1466 | 1470 | 1464 |
|               | 1968 | 1982 | 1990 | 2006 | 2013 | 2015 | 2017 | 2019 | 2020 | 2022 |